# Cmentarz żydowski w Olecku
Cmentarz żydowski w Olecku – kirkut mieszczący się przy ul. Armii Krajowej, który powstał w XIX wieku. W czasie II wojny światowej został zdewastowany. Obecnie na jego miejscu znajduje się skwer i blok mieszkalny. Na cmentarzu nie zachowała się żadna macewa.